# Eberhard Ovelacker
Eberhard Ovelacker (auch: Evert, genannt Suerhues) († 24. September 1537 in Geldern) war ein deutscher Landsknechtsführer während der Grafenfehde (1534–1536).

## Leben
Ovelacker entstammt dem westfälisch-livländischen Adelsgeschlecht Ovelacker, dessen Stammsitz Langendreer in Westfalen war.
1528 wurde er von dem abgesetzten König Christian II. von Dänemark, Norwegen und Schweden aus dessen Exil in den Niederlanden als Bote nach Livland geschickt. Als Christian 1531 Truppen sammelte, um Norwegen zurückzuerobern, führte Ovelacker eine Truppe Landsknechte nach Norwegen. Der Feldzug endete mit der Gefangennahme Christians II.
Nächste Nachrichten über ihn kommen während der Fehde zwischen Karl von Geldern und Enno von Ostfriesland. Im Auftrag des Grafen setzte er über den Dollart und griff das Gebiet von Bole Ribberda, einem Verbündeten des Grafen von Geldern, an. Er verbrannte im Hafen von Delfzijl zahlreiche Schiffe, plünderte das Dorf Farmsum und kam mit großer Beute nach Emden zurück.
Am Ende der Geldrische Fehde 1534 wurde er von Christoph von Oldenburg angeworben. Dieser vertrat die Ansprüche seines Cousins, Christian II., gegen Christian III. von Dänemark und Norwegen. Eberhard Ovelacker zog 1534 mit 5000 Mann über Hadeln Richtung Holstein. Hadeln wurde geplündert. Als Oberster schlug er im August 1534 mit zwei Fähnlein die Truppen von Christian III. unter Johann Rantzau bei Nyborg auf Fünen, wobei viele Adelige, darunter Breide Rantzau, in Gefangenschaft gerieten. Januar 1535 wollten die Ostfriesen Ovelacker wieder anwerben. Das beunruhigte Franz von Waldeck, den Bischof von Münster. Dieser befürchtete, dass sich die Armee nun nach Münster wenden würde.
März 1535 führt Ovelacker ein kleines Heer mit Jürgen von Ravensberg und Reimer von Wolde nach Hadeln, um dann nach Dithmarschen oder in die Kremper Marsch einzumarschieren. Doch Johann Rantzau und Meinhart von Hamme – der die Elbküste besetzte – versperrten ihm den Weg. Der Vogt Bernd Beseke gewährte auf der Insel Neuwerk einem Viehdieb samt Vieh Schutz. Nach vergeblicher Aufforderung Ovelackers, das Vieh und den Dieb herauszugeben, trieb er sämtliches Vieh der Insel ans Festland. Am Ende des Krieges nach dem Hamburger Frieden am 14. Februar 1536 war er immer noch in Hadeln. Er finanzierte sich durch Gelder von Friedrich II. von der Pfalz, der der Schwiegersohn von Christian II. war. Noch 1537 bekam er 7000 bis 8000 Gulden.
Doch die politische Situation hatte sich verändert. Der Lübecker Bürgermeister Jürgen Wullenwever wurde (wegen des verlorenen Krieges) abgesetzt. Zusammen mit Ludwig von Dieben und einigen Reitern ging Ovelacker nach Stedingen. Dort traf er Anton von Oldenburg und den Grafen von Ostfriesland, die ihn zum Abschied noch mit 3500 Gulden versorgten.
Im Herbst 1537 wurde er auf dem Weg nach Westen von Karl von Geldern gefangen genommen (in Geldern?). Christian III. und Magnus von Lauenburg ließen ihn wegen Landfriedensbruchs anklagen.
Das Gericht sprach ihn schuldig, und so wurde er am 24. September enthauptet und sein Leib gevierteilt.